# Oberkulm
Oberkulm es una comuna suiza del cantón de Argovia, ubicada en el distrito de Kulm. Limita al noroeste con la comuna de Unterkulm, al noreste con Dürrenäsch, al sureste con Zetzwil, al sur con Gontenschwil y Schmiedrued, y al oeste con Schlossrued.